# Auguste Bravais
Auguste Bravais, född 23 augusti 1811 i Annonay, departementet Ardèche, död 30 mars 1863 i Versailles, var en fransk fysiker.
Bravais var först marinofficer, därpå professor i astronomi vid universitetet i Lyon och slutligen professor i fysik vid École polytechnique i Paris. Hans vetenskapliga verksamhet omfattar särskilt arbeten i meteorologi och kristallografi, och för att studera meteorologiska och magnetiska fenomen gjorde han vetenskapliga resor i skilda delar av världen.
Han var deltagare i den stora franska Rechercheexpeditionen, som 1838-40 utsändes till Färöarna, norra Skandinavien och Svalbard. Denna expedition övervintrade vid Bosekop i Altenfjord och vann där stora resultat på norrskensforskningens område. I Altenfjord iakttog han strandlinjer i fast berg på höga nivåer, vilka sluttade utåt mot havet, och drog därav slutsatsen, att landet där undergått en höjning, och en oregelbunden sådan. Dessa resultat förblev länge tämligen obeaktade och i viss grad emotsagda, och först när Gerard De Geer gjort sin sammanställning av Skandinaviens kvartära nivåförändringar, fick Bravais arbeten den betydelse de förtjänar.
På kristallografins område gjorde han bl.a. viktiga sammanställningar och iakttagelser både om kristallernas symmetriklasser och om kristallytornas indices. Hans Études cristallographiques utgavs (postumt) 1866.